# رامي بن سبعيني
رامي بن سبعيني (مواليد 16 أبريل 1995) لاعب كرة قدم دولي جزائري يلعب حاليًًا مع نادي بوروسيا دورتموند الألماني في مركزَ الظهير الأيسر. كما يجيد اللعب في مركز وسط الميدان الدفاعي.

## سيرته
ولد رامي بن سبعيني في 16 أبريل 1995 بمدينة قسنطينة، ترعرع وتعلم أبجديات كرة القدم في النادي العريق شباب قسنطينة، قبل أن تكتشفه أكاديمية نادي بارادو وهو في سن 11، انضم إلى أكاديمية بارادو في عام 2007 حيث تربص حتى عام 2013 مركزه في اللعب قلب دفاع.
بدأ مع فريق بارادو الأول نهاية موسم 2012/2013 عندما هبط الفريق إلى دوري الدرجة الثالثة. لعب كل موسم 2013/2014.
لعب في سنة 2014 مع نادي ليرس المنتمي إلى الدوري الممتاز البلجيكي في أول تجربة أوروبية له ثم انتقل إلى فريق مونبلييه الفرنسي سنة 2015 ومن بعدها انتقل إلى نادي رين سنة 2016 و انتقل الي نادي بروسيا مونشغلادباخ في 2019.

## الإنجازات
رين
- كأس فرنسا (1): 2018–19

 الجزائر
- كأس أمم إفريقيا (1): 2019

## روابط خارجية
- رامي بن سبعيني على موقع الاتحاد الأوربي (الإنجليزية)
- رامي بن سبعيني على موقع إي إس بي إن إف سي (الإنجليزية)
- رامي بن سبعيني على موقع قاعدة بيانات كرة القدم.إي يو (الإنجليزية)
- رامي بن سبعيني على موقع ليكيب (الفرنسية)
- رامي بن سبعيني على موقع ناشيونال فوتبول تيمز (الإنجليزية)
- رامي بن سبعيني على موقع Soccerway.com (الإنجليزية)
- رامي بن سبعيني على موقع عالم كرة القدم.نت (الإنجليزية)
- رامي بن سبعيني على موقع AS.com (الإسبانية)